# Tyson (nome)
Tyson  è un nome proprio di persona inglese maschile.

## Varianti
- Ipocoristici: Ty[1]

## Origine e diffusione
Si tratta di una ripresa del cognome inglese Tyson, che potrebbe avere due diverse origini: da una parte, era un vecchio soprannome per una persona litigiosa (dal francese antico tison, "tizzone"); dall'altra, può essere una variante del cognome Dyson ("figlio di Dye"; "Dye" era un'abbreviazione medievale di Dionisia).

## Onomastico
Il nome è adespota, cioè non è portato da alcun santo. Si può festeggiarne l'onomastico il 1º novembre, giorno di Ognissanti.

## Persone

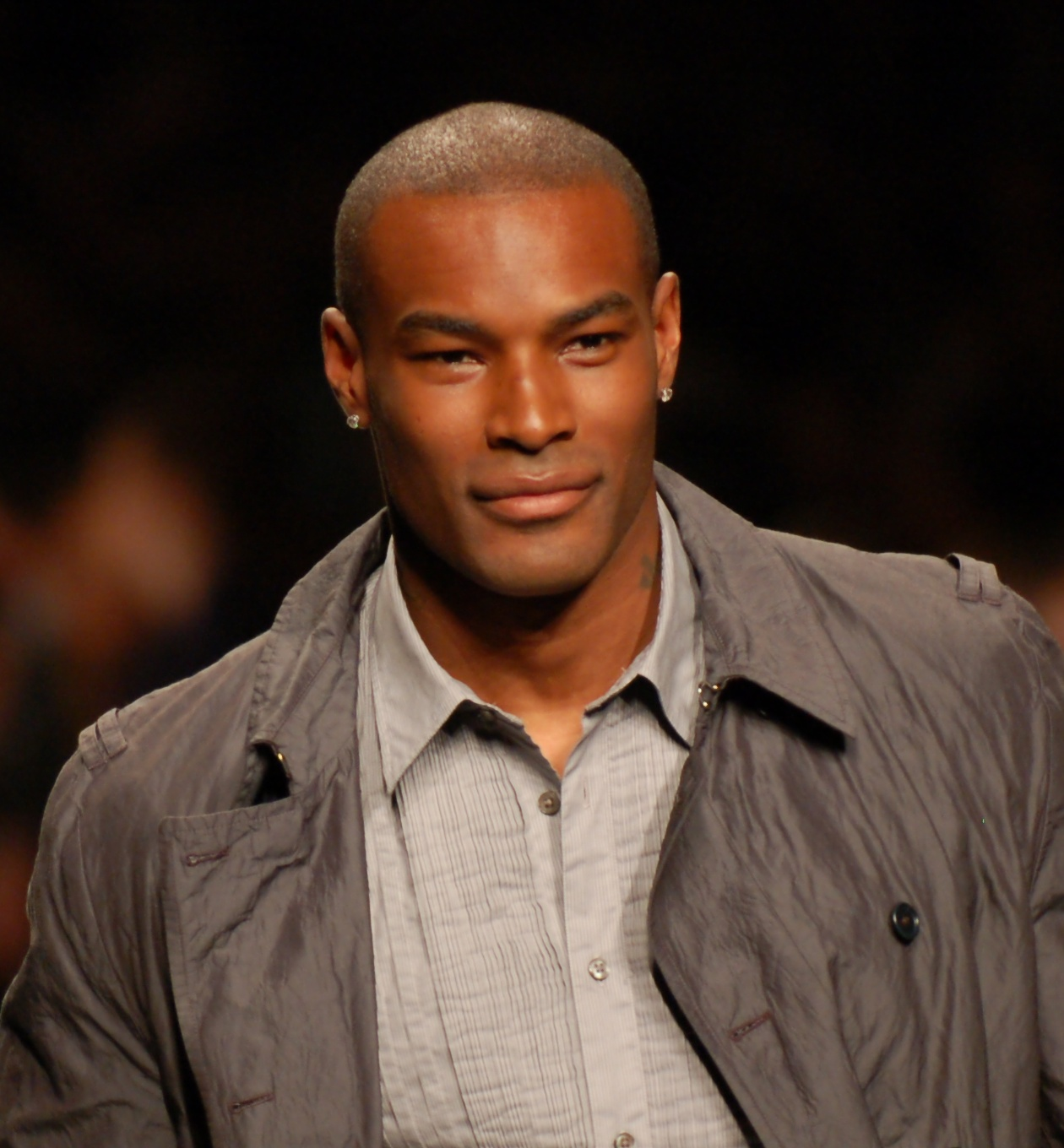
Tyson Beckford

- Tyson Alualu, giocatore di football americano statunitense
- Tyson Ballou, modello statunitense
- Tyson Beckford, modello e attore statunitense
- Tyson Chandler, cestista statunitense
- Tyson Clabo, giocatore di football americano statunitense
- Tyson Fury, pugile inglese
- Tyson Gay, atleta statunitense
- Tyson Jackson, giocatore di football americano statunitense
- Tyson Pedro, lottatore di arti marziali miste australiano
- Tyson Ritter, cantante e bassista statunitense
- Tyson Ross, giocatore di baseball statunitense
- Tyson Sexsmith, hockeista su ghiaccio canadese
- Tyson Wheeler, cestista statunitense

## Il nome nelle arti
- Tyson è un personaggio della serie animata dei Pokémon.
- Tyson Granger è un personaggio della serie manga e anime Beyblade.